# Sven Fischer
Sven Fischer, född 16 april 1971 i Schmalkalden i Östtyskland, är en tysk skidskytt.
Fischer har tagit OS-guld fyra gånger och blivit världsmästare sju gånger. Senaste gången Fischer blev olympisk mästare var vid OS i Turin 2006 då han vann sprintloppet före Halvard Hanevold och Frode Andresen. Det var hans första individuella OS-guld. Han avslutade sin karriär efter säsongen 2006/2007 för att bli expertkommentator i den tyska TV-kanalen ZDF.

## Meriter
Olympiska spel
- OS 1994:
  - Stafett – guld
  - Distans – brons
- OS 1998: Stafett – guld
- OS 2002:
  - Sprint - silver
  - Stafett – silver
- OS 2006: 
  - Sprint – guld
  - Stafett – guld

Världsmästerskap
- VM 1993:
  - Lagtävling – guld
  - Stafett – brons
- VM 1995: Stafett – guld
- VM 1996: Stafett – silver
- VM 1997:
  - Stafett – guld
  - Lagtävling – silver
- VM 1999:
  - Distans – guld
  - Masstart – guld
  - Jaktstart – brons
- VM 2000: Stafett – brons
- VM 2001:
  - Jaktstart – brons
  - Masstart – brons
- VM 2002: Masstart – silver
- VM 2003:
  - Stafett – guld
  - Masstart – silver
- VM 2004: Stafett – guld
- VM 2005: 
  - Sprint – silver
  - Masstart – silver
  - Jaktstart – brons

Världscupen
- Världscupen totalt:
  - 1994 – 2:a
  - 1996 – 3:a
  - 1997 – 1:a
  - 1998 – 3:a
  - 1999 – 1:a
  - 2000 – 3:a
  - 2005 – 2:a
- Världscupen, delcuper:
  - 1998: Jaktstart 1:a
  - 1999:
    - Sprint 1:a
    - Masstart 1:a

  - 2001: Masstart 1:a
  - 2002: Sprint 1:a
  - 2005: Jaktstart 1:a
- Världscuptävlingar: 33 segrar (mars 2006)